# 3 Dywizja (Księstwo Warszawskie)
3 Dywizja – związek taktyczny Księstwa Warszawskiego

## Formowanie i zmiany organizacyjne
Od 26 stycznia 1807 funkcjonowała  jako Legia Poznańska. Organizując ją, sformowano osiem batalionów w departamencie poznańskim i 4 w departamencie bydgoskim. Następnie zredukowano ilość batalionów do ośmiu.
Barwy Legii to: kołnierz wyłogi, lampasy, wypustki białe, guziki żółte.
4 czerwca 1807 minister wojny Józef Poniatowski wydał rozkaz wprowadzający nową numeracje jednostek. Jej pułki otrzymały numery od 9 do 12.
W 1808 roku przeorganizowano Legię i sformowano 3 Dywizję. Jej dowódcą został dotychczasowy dowódca Legii Poznańskiej - gen. Jan Henryk Dąbrowski.
10 maja 1808 roku Napoleon umową w Bajonnie przejął na żołd francuski,  8 tysięczną tzw. Dywizję Polską, do której wyznaczono 4, 7 i 9 pułki piechoty. 14 sierpnia 1808 9 pułk piechoty Antoniego Sułkowskiego z dywizji gen. Dąbrowskiego wymaszerował z Łowicza do Hiszpanii.
W końcu sierpnia 1808 roku skierowano do Gdańska 10 pułk piechoty Antoniego Downarowicza ze Wschowy i 11 pp Stanisława Mielżyńskiego z Poznania, zostawiając ich zakłady w Łęczycy. 8 września wymaszerował 12 pułk piechoty ks. Ponińskiego z Rawicza do Torunia. 5 pułk strzelców konnych Kazimierza Turno, pełniący służbę nad Pilicą, wokół Pyzdr i pod Warszawą, w październiku został skierowany nad Niemen, natomiast 6 pułk ułanów Dominika Dziewanowskiego — z Łabiszyna do Torunia. W tej sytuacji gen. Jan Henryk Dąbrowski pozostał "generałem bez wojska". Na jego prośbę ks. Józef Poniatowski udzielił mu urlopu.

## Struktura organizacyjna w 1808
Po reorganizacji i przesunięciach kadrowych stan dywizji w połowie 1808 roku przedstawiał się następująco:
Dowództwo:

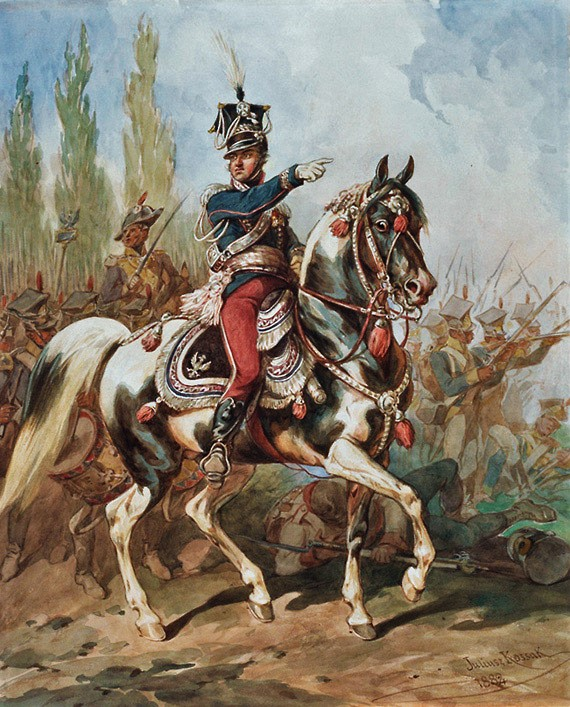
Gen. Jan Henryk Dąbrowski

- dowódca dywizji – gen. Jan Henryk Dąbrowski (bezterminowo urlopowany[7])
- major dywizji[b] – płk Maurycy Hauke
- szef sztabu – płk Czesław Pakosz
- dowódcy brygad: gen. Michał Sokolnicki, gen. Michał Grabowski[c][7]
- adiutant dowódcy – ppłk Antoni Cedrowski
- naczelny urzędnik zdrowia – Puchalski[8]

Oddziały:
- 9 pułk piechoty
- 10 pułk piechoty
- 11 pułk piechoty
- 12 pułk piechoty
- 5 pułk strzelców konnych
- 6 pułk ułanów
- 3 batalion artylerii pieszej